# Grand Prix Holandii 2023
Grand Prix Holandii 2023, oficjalnie Formula 1 Heineken Dutch Grand Prix 2023 – formalnie czternasta runda Mistrzostw Świata Formuły 1 w sezonie 2023. Weekend Grand Prix odbył się w dniach 25–27 sierpnia 2023 na torze Circuit Zandvoort w Zandvoort. Wyścig, po starcie z pole position, wygrał Max Verstappen (Red Bull Racing), a na podium kolejno stanęli Fernando Alonso (Aston Martin Aramco) oraz Pierre Gasly (Alpine).

## Lista startowa
Na niebieskim tle kierowcy biorący udział jedynie w piątkowych treningach.
Na czerwonym tle kierowcy wycofani z weekendu wyścigowego.
| Nr          | Kierowca         | Zespół                                | Samochód                          | Silnik              | Opony |
| ----------- | ---------------- | ------------------------------------- | --------------------------------- | ------------------- | ----- |
| 1           | Max Verstappen   | Oracle Red Bull Racing                | Red Bull RB19                     | Honda RBPTH001      | P     |
| 2           | Logan Sargeant   | Williams Racing                       | Williams FW45                     | Mercedes-AMG F1 M14 | P     |
| 3           | Daniel Ricciardo | Scuderia AlphaTauri                   | AlphaTauri AT04                   | Honda RBPTH001      | P     |
| 4           | Lando Norris     | McLaren F1 Team                       | McLaren MCL60                     | Mercedes-AMG F1 M14 | P     |
| 10          | Pierre Gasly     | BWT Alpine F1 Team                    | Alpine A523                       | Renault E-Tech RE23 | P     |
| 11          | Sergio Pérez     | Oracle Red Bull Racing                | Red Bull RB19                     | Honda RBPTH001      | P     |
| 14          | Fernando Alonso  | Aston Martin Aramco Cognizant F1 Team | Aston Martin AMR23                | Mercedes-AMG F1 M14 | P     |
| 16          | Charles Leclerc  | Scuderia Ferrari                      | Ferrari SF-23                     | Ferrari 066/10      | P     |
| 18          | Lance Stroll     | Aston Martin Aramco Cognizant F1 Team | Aston Martin AMR23                | Mercedes-AMG F1 M14 | P     |
| 20          | Kevin Magnussen  | MoneyGram Haas F1 Team                | Haas VF-23                        | Ferrari 066/10      | P     |
| 22          | Yūki Tsunoda     | Scuderia AlphaTauri                   | AlphaTauri AT04                   | Honda RBPTH001      | P     |
| 23          | Alexander Albon  | Williams Racing                       | Williams FW45                     | Mercedes-AMG F1 M14 | P     |
| 24          | Zhou Guanyu      | Alfa Romeo F1 Team Stake              | Alfa Romeo C43                    | Ferrari 066/10      | P     |
| 27          | Nico Hülkenberg  | MoneyGram Haas F1 Team                | Haas VF-23                        | Ferrari 066/10      | P     |
| 31          | Esteban Ocon     | BWT Alpine F1 Team                    | Alpine A523                       | Renault E-Tech RE23 | P     |
| 39          | Robert Szwarcman | Scuderia Ferrari                      | Ferrari SF-23                     | Ferrari 066/10      | P     |
| 40          | Liam Lawson      | Scuderia AlphaTauri                   | AlphaTauri AT04                   | Honda RBPTH001      | P     |
| 44          | Lewis Hamilton   | Mercedes-AMG PETRONAS F1 Team         | Mercedes-AMG F1 W14 E Performance | Mercedes-AMG F1 M14 | P     |
| 55          | Carlos Sainz Jr. | Scuderia Ferrari                      | Ferrari SF-23                     | Ferrari 066/10      | P     |
| 63          | George Russell   | Mercedes-AMG PETRONAS F1 Team         | Mercedes-AMG F1 W14 E Performance | Mercedes-AMG F1 M14 | P     |
| 77          | Valtteri Bottas  | Alfa Romeo F1 Team Stake              | Alfa Romeo C43                    | Ferrari 066/10      | P     |
| 81          | Oscar Piastri    | McLaren F1 Team                       | McLaren MCL60                     | Mercedes-AMG F1 M14 | P     |
| Źródło: FIA |                  |                                       |                                   |                     |       |

## Wyniki

### Zwycięzcy sesji treningowych
| Sesja       | Nr | Kierowca       | Konstruktor                | Czas     | Okr. |
| ----------- | -- | -------------- | -------------------------- | -------- | ---- |
| 1           | 1  | Max Verstappen | Red Bull Racing-Honda RBPT | 1:11,852 | 31   |
| 2           | 4  | Lando Norris   | McLaren-Mercedes           | 1:11,330 | 30   |
| 3           | 1  | Max Verstappen | Red Bull Racing-Honda RBPT | 1:21,631 | 18   |
| Źródło: FIA |    |                |                            |          |      |

### Kwalifikacje
| P                    | Nr | Kierowca         | Konstruktor                  | Czasy w kwalifikacjach | Czasy w kwalifikacjach | Czasy w kwalifikacjach | Poz. s. |
| P                    | Nr | Kierowca         | Konstruktor                  | Q1                     | Q2                     | Q3                     | Poz. s. |
| -------------------- | -- | ---------------- | ---------------------------- | ---------------------- | ---------------------- | ---------------------- | ------- |
| 1                    | 1  | Max Verstappen   | Red Bull Racing-Honda RBPT   | 1:20,965               | 1:18,856               | 1:10,567               | 1       |
| 2                    | 4  | Lando Norris     | McLaren-Mercedes             | 1:21,276               | 1:19,769               | 1:11,104               | 2       |
| 3                    | 63 | George Russell   | Mercedes                     | 1:21,345               | 1:19,620               | 1:11,294               | 3       |
| 4                    | 23 | Alexander Albon  | Williams-Mercedes            | 1:20,939               | 1:19,399               | 1:11,419               | 4       |
| 5                    | 14 | Fernando Alonso  | Aston Martin Aramco-Mercedes | 1:21,840               | 1:19,429               | 1:11,506               | 5       |
| 6                    | 55 | Carlos Sainz Jr. | Ferrari                      | 1:21,321               | 1:19,929               | 1:11,754               | 6       |
| 7                    | 11 | Sergio Pérez     | Red Bull Racing-Honda RBPT   | 1:21,972               | 1:19,856               | 1:11,880               | 7       |
| 8                    | 81 | Oscar Piastri    | McLaren-Mercedes             | 1:21,231               | 1:19,392               | 1:11,938               | 8       |
| 9                    | 16 | Charles Leclerc  | Ferrari                      | 1:22,019               | 1:19,600               | 1:12,665               | 9       |
| 10                   | 2  | Logan Sargeant   | Williams-Mercedes            | 1:22,036               | 1:20,067               | 1:16,748               | 10      |
| 11                   | 18 | Lance Stroll     | Aston Martin Aramco-Mercedes | 1:21,570               | 1:20,121               |                        | 11      |
| 12                   | 10 | Pierre Gasly     | Alpine-Renault               | 1:21,735               | 1:20,128               |                        | 12      |
| 13                   | 44 | Lewis Hamilton   | Mercedes                     | 1:21,919               | 1:20,151               |                        | 13      |
| 14                   | 22 | Yūki Tsunoda     | AlphaTauri-Honda RBPT        | 1:21,781               | 1:20,230               |                        | 17      |
| 15                   | 27 | Nico Hülkenberg  | Haas-Ferrari                 | 1:21,891               | 1:20,250               |                        | 14      |
| 16                   | 24 | Zhou Guanyu      | Alfa Romeo-Ferrari           | 1:22,067               |                        |                        | 15      |
| 17                   | 31 | Esteban Ocon     | Alpine-Renault               | 1:22,110               |                        |                        | 16      |
| 18                   | 20 | Kevin Magnussen  | Haas-Ferrari                 | 1:22,192               |                        |                        | PL      |
| 19                   | 77 | Valtteri Bottas  | Alfa Romeo-Ferrari           | 1:22,260               |                        |                        | 18      |
| 20                   | 40 | Liam Lawson      | AlphaTauri-Honda RBPT        | 1:23,420               |                        |                        | 19      |
| 107% czasu: 1:26,604 |    |                  |                              |                        |                        |                        |         |
| Źródło: FIA          |    |                  |                              |                        |                        |                        |         |

### Wyścig
| P           | Nr | Kierowca         | Konstruktor                  | Okr. | Czas             | Start | +/−       | Punkty |
| ----------- | -- | ---------------- | ---------------------------- | ---- | ---------------- | ----- | --------- | ------ |
| 1           | 1  | Max Verstappen   | Red Bull Racing-Honda RBPT   | 72   | 2:24:04,411      | 1     | Bez zmian | 25     |
| 2           | 14 | Fernando Alonso  | Aston Martin Aramco-Mercedes | 72   | +3,744           | 5     | 3         | 18+1   |
| 3           | 10 | Pierre Gasly     | Alpine-Renault               | 72   | +7,058           | 12    | 9         | 15     |
| 4           | 11 | Sergio Pérez     | Red Bull Racing-Honda RBPT   | 72   | +10,068          | 7     | 3         | 12     |
| 5           | 55 | Carlos Sainz Jr. | Ferrari                      | 72   | +12,541          | 6     | 1         | 10     |
| 6           | 44 | Lewis Hamilton   | Mercedes                     | 72   | +13,209          | 13    | 7         | 8      |
| 7           | 4  | Lando Norris     | McLaren-Mercedes             | 72   | +13,232          | 2     | 5         | 6      |
| 8           | 23 | Alexander Albon  | Williams-Mercedes            | 72   | +15,155          | 4     | 4         | 4      |
| 9           | 81 | Oscar Piastri    | McLaren-Mercedes             | 72   | +16,580          | 8     | 1         | 2      |
| 10          | 31 | Esteban Ocon     | Alpine-Renault               | 72   | +18,346          | 16    | 6         | 1      |
| 11          | 18 | Lance Stroll     | Aston Martin Aramco-Mercedes | 72   | +20,087          | 11    | Bez zmian |        |
| 12          | 27 | Nico Hülkenberg  | Haas-Ferrari                 | 72   | +20,840          | 14    | 2         |        |
| 13          | 40 | Liam Lawson      | AlphaTauri-Honda RBPT        | 72   | +26,147          | 19    | 6         |        |
| 14          | 77 | Valtteri Bottas  | Alfa Romeo-Ferrari           | 72   | +27,388          | 18    | 4         |        |
| 15          | 22 | Yūki Tsunoda     | AlphaTauri-Honda RBPT        | 72   | +29,893          | 17    | 2         |        |
| 16          | 20 | Kevin Magnussen  | Haas-Ferrari                 | 72   | +31,410          | PL    | 4         |        |
| 17          | 63 | George Russell   | Mercedes                     | 72   | +55,754          | 3     | 14        |        |
| NS          | 24 | Zhou Guanyu      | Alfa Romeo-Ferrari           | 62   | NU (wypadek)     | 15    |           |        |
| NS          | 16 | Charles Leclerc  | Ferrari                      | 41   | NU (uszkodzenia) | 9     |           |        |
| NS          | 2  | Logan Sargeant   | Williams-Mercedes            | 14   | NU (wypadek)     | 10    |           |        |
| Źródło: FIA |    |                  |                              |      |                  |       |           |        |

### Najszybsze okrążenie
| Nr          | Kierowca        | Konstruktor                  | Czas     | Okr. |
| ----------- | --------------- | ---------------------------- | -------- | ---- |
| 14          | Fernando Alonso | Aston Martin Aramco-Mercedes | 1:13,837 | 56   |
| Źródło: FIA |                 |                              |          |      |

### Prowadzenie w wyścigu
| Nr                              | Kierowca       | Konstruktor                | Okrążenia | Suma |
| ------------------------------- | -------------- | -------------------------- | --------- | ---- |
| 1                               | Max Verstappen | Red Bull Racing-Honda RBPT | 1, 13–72  | 61   |
| 4                               | Lando Norris   | McLaren-Mercedes           | 2         | 1    |
| 11                              | Sergio Pérez   | Red Bull Racing-Honda RBPT | 3–12      | 10   |
| \| Wykres \| \| ------ \| \| \| |                |                            |           |      |
| Źródło: FIA                     |                |                            |           |      |
| Wykres                          |                |                            |           |      |
|                                 |                |                            |           |      |

## Klasyfikacja po wyścigu

### Kierowcy
| P           | +/−       | Kierowca         | Zgł. | Punkty | P1 | P2 | P3 | PP | NO | NS | NU |
| ----------- | --------- | ---------------- | ---- | ------ | -- | -- | -- | -- | -- | -- | -- |
| 1           | Bez zmian | Max Verstappen   | 13   | 339    | 11 | 2  | –  | 8  | 6  | –  | –  |
| 2           | Bez zmian | Sergio Pérez     | 13   | 201    | 2  | 3  | 2  | 2  | 2  | –  | –  |
| 3           | Bez zmian | Fernando Alonso  | 13   | 168    | –  | 3  | 4  | –  | 1  | –  | –  |
| 4           | Bez zmian | Lewis Hamilton   | 13   | 156    | –  | 2  | 2  | 1  | 2  | –  | –  |
| 5           | 2         | Carlos Sainz Jr. | 13   | 102    | –  | –  | –  | –  | –  | 1  | 1  |
| 6           | 1         | Charles Leclerc  | 13   | 99     | –  | 1  | 2  | 2  | –  | 3  | 3  |
| 7           | 1         | George Russell   | 13   | 99     | –  | –  | 1  | –  | 1  | 2  | 2  |
| 8           | Bez zmian | Lando Norris     | 13   | 75     | –  | 2  | –  | –  | –  | –  | –  |
| 9           | Bez zmian | Lance Stroll     | 13   | 47     | –  | –  | –  | –  | –  | 2  | 2  |
| 10          | 2         | Pierre Gasly     | 13   | 37     | –  | –  | 1  | –  | –  | 1  | 3  |
| 11          | 1         | Esteban Ocon     | 13   | 36     | –  | –  | 1  | –  | –  | 3  | 4  |
| 12          | 1         | Oscar Piastri    | 13   | 36     | –  | –  | –  | –  | –  | 2  | 2  |
| 13          | Bez zmian | Alexander Albon  | 13   | 15     | –  | –  | –  | –  | –  | 2  | 2  |
| 14          | Bez zmian | Nico Hülkenberg  | 13   | 9      | –  | –  | –  | –  | –  | 1  | 1  |
| 15          | Bez zmian | Valtteri Bottas  | 13   | 5      | –  | –  | –  | –  | –  | –  | –  |
| 16          | Bez zmian | Zhou Guanyu      | 13   | 4      | –  | –  | –  | –  | 1  | 2  | 2  |
| 17          | Bez zmian | Yūki Tsunoda     | 13   | 3      | –  | –  | –  | –  | –  | –  | –  |
| 18          | Bez zmian | Kevin Magnussen  | 13   | 2      | –  | –  | –  | –  | –  | 1  | 3  |
| 19          | Bez zmian | Logan Sargeant   | 13   | 0      | –  | –  | –  | –  | –  | 2  | 4  |
| 20          | Bez zmian | Nyck de Vries    | 10   | 0      | –  | –  | –  | –  | –  | 1  | 2  |
| 21          | Bez zmian | Daniel Ricciardo | 2    | 0      | –  | –  | –  | –  | –  | –  | –  |
| 22          | N         | Liam Lawson      | 1    | 0      | –  | –  | –  | –  | –  | –  | –  |
| Źródło: FIA |           |                  |      |        |    |    |    |    |    |    |    |

### Konstruktorzy
| P           | +/−       | Konstruktor                  | Zgł. | Punkty | P1 | P2 | P3 | PP | NO | NS | NU |
| ----------- | --------- | ---------------------------- | ---- | ------ | -- | -- | -- | -- | -- | -- | -- |
| 1           | Bez zmian | Red Bull Racing-Honda RBPT   | 26   | 540    | 13 | 5  | 2  | 10 | 8  | –  | –  |
| 2           | Bez zmian | Mercedes                     | 26   | 255    | –  | 2  | 3  | 1  | 3  | 2  | 2  |
| 3           | Bez zmian | Aston Martin Aramco-Mercedes | 26   | 215    | –  | 3  | 4  | –  | 1  | 2  | 2  |
| 4           | Bez zmian | Ferrari                      | 26   | 201    | –  | 1  | 2  | 2  | –  | 4  | 4  |
| 5           | Bez zmian | McLaren-Mercedes             | 26   | 111    | –  | 2  | –  | –  | –  | 2  | 2  |
| 6           | Bez zmian | Alpine-Renault               | 26   | 73     | –  | –  | 2  | –  | –  | 4  | 7  |
| 7           | Bez zmian | Williams-Mercedes            | 26   | 15     | –  | –  | –  | –  | –  | 4  | 6  |
| 8           | Bez zmian | Haas-Ferrari                 | 26   | 11     | –  | –  | –  | –  | –  | 2  | 4  |
| 9           | Bez zmian | Alfa Romeo-Ferrari           | 26   | 9      | –  | –  | –  | –  | 1  | 2  | 2  |
| 10          | Bez zmian | AlphaTauri-Honda RBPT        | 26   | 3      | –  | –  | –  | –  | –  | 1  | 2  |
| Źródło: FIA |           |                              |      |        |    |    |    |    |    |    |    |